# Demostration: East Meets West
Demostration: East Meets West è il primo album del gruppo musicale sleaze/glam metal dei Cats in Boots, uscito nel 1988 per l'etichetta discografica Polydor Records.

## Tracce
1. Girls All Right, Tonight
2. Judas Kiss
3. Bad Boys
4. 9 Lives (Save Me)
5. The Bayou Fool
6. Her Monkey
7. Heaven On A Heart Beat

## Formazione
- Joel Ellis - voce, armonica
- Takashi "Jam" O'Hashi - chitarra, cori
- Yasuhiro "Butch" Hatae - basso, cori
- Randy Meers - batteria, percussioni, cori